# Рецептор фолиевой кислоты альфа
Рецептор фолиевой кислоты альфа, или рецептор фолиевой кислоты 1, (англ. Folate receptor alpha) — высокоаффинный клеточный рецептор к фолиевой кислоте и нескольким её производным, относится к семейству белков рецепторов фолиевой кислоты. У человека описано 4 типа рецепторов из этого семейства. В клетке рецептор обеспечивает доставку в клетку 5-метилтетрагидрофолата, кофактора, необходимого для клеточной пролиферации. Вместе с рецептором фолиевой кислоты бета является мишенью для антираковой терапии, так как блокировка транспорта фолата в раковые клетки предотвращает их дальнейшее размножение.

## Структура

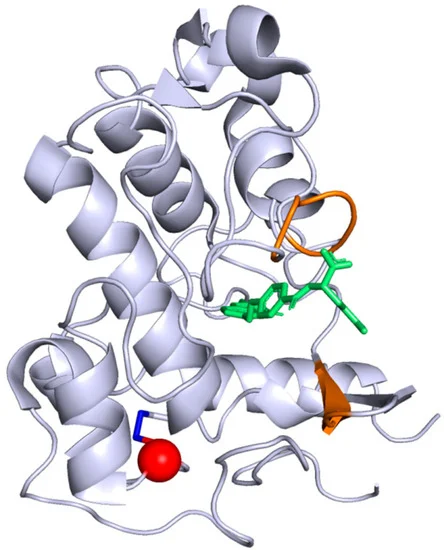
Белковая структура фолатного рецептора альфа. Зеленым цветом изображен переносимый фолат, оранжевым - сайт связывания фолата, красным цветом отмечен участок, пораженный мутацией (Cys66Tyr), приведшей к церебральной фолатной недостаточности у пациентки. Из публикации Mafi et al., 2020

Рецептор к фолиевой кислоте альфа является белком, состоящим из 257 аминокислот. Это мембрано-связанный белок, заякоренный на клеточной мембране за счёт фосфатидилинозитольного остатка. Содержит 3 участка N-гликозолирования. Уровень гликозилирования рецептора коррелирует с уровнем его экспрессии, так как гликозилирование и образование внутримолекулярных дисульфидных мостиков стабилизируют белок. Время полужизни рецептора на клетке — около 24 часов.

## Патологии

### Раковые опухоли
Повышенная экспрессия фолатного рецептора альфа отмечается в некоторых типах опухолей. Так, по данным обзора, опубликованного в 2020 году, экспрессия рецептора повышена в тканях опухолей у пациентов с мезотелиомами (72-100% случаев), трижды негативным раком молочной железы (35-68% случаев), эпителиальным раком яичников (76-89% случаев).
По состоянию на 2022 год на стадии исследований находилось несколько противоопухолевых препаратов, механизм работы которых подразумевает связывание с фолатным рецептором альфа в опухолях яичников. В конце 2021 года в США был одобрен к применению препарат-маркер пафолацианин, связывающийся с фолатным рецептором альфа и позволяющий визуализировать опухоль яичников во время хирургического вмешательства.

### Церебральная фолатная недостаточность
Мутации гена FOLR1, кодирующего рецептор, могут приводить к развитию церебральной фолатной недостаточности, при которой уровни 5-MTHF в спинномозговой жидкости значительно снижены, несмотря на нормальные уровни в сыворотке крови.
Считается, что этот синдром также развивается при генерации организмом аутоантител к рецептору фолиевой кислоты альфа.

## История
Фолатный рецептор альфа был впервые описан в 1972 году как «фолат-связывающий белок», содержащийся в коровьем молоке.

## Взаимодействия
- CIC - показано воздействие транскрипционого репрессора капикуа (CIC) на экспрессию FOLR1.[11]

## Иллюстрации

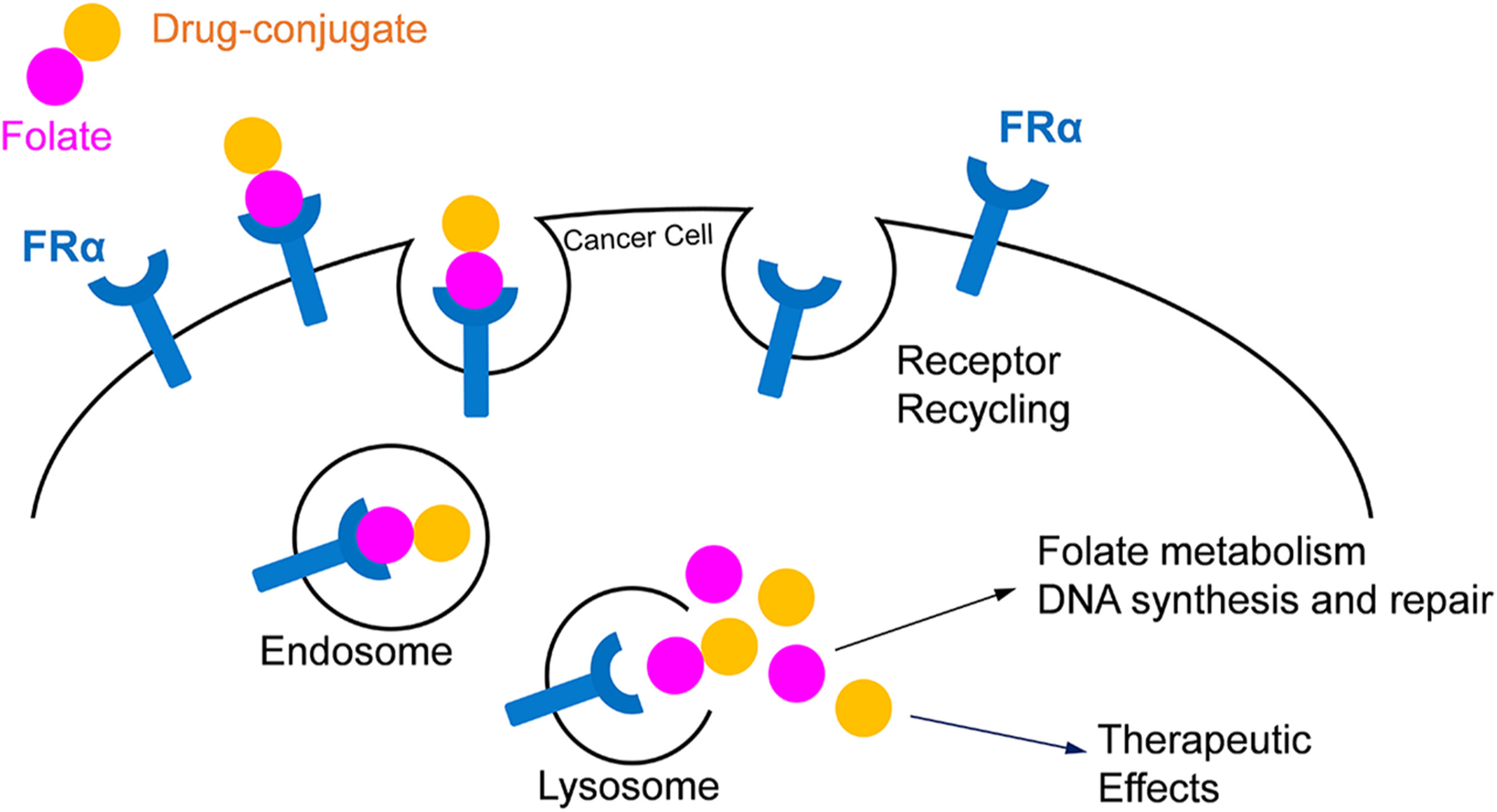
Теоретическая схема действия противоопухолевых препаратов, связывающихся с фолатным рецептором альфа. Терапевтическая молекула, сопряженная с фолиевой кислотой или антителом к FRa ("конъюгат"), переносится в раковую клетку с помощью рецептора. Внутри клетки конъюгат распадается на составные части и молекула оказывает своё действие.

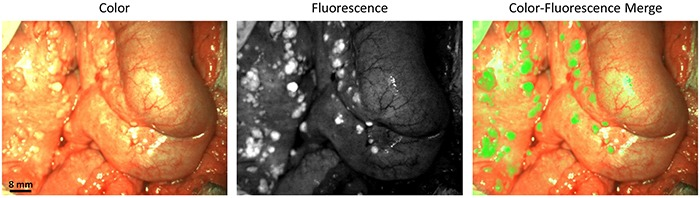
Визуализация метастазов рака яичников во время операции с помощью флуоресцентного маркера EC17, связывающегося с фолатным рецептором альфа. Из работы Tummers et al., 2016.

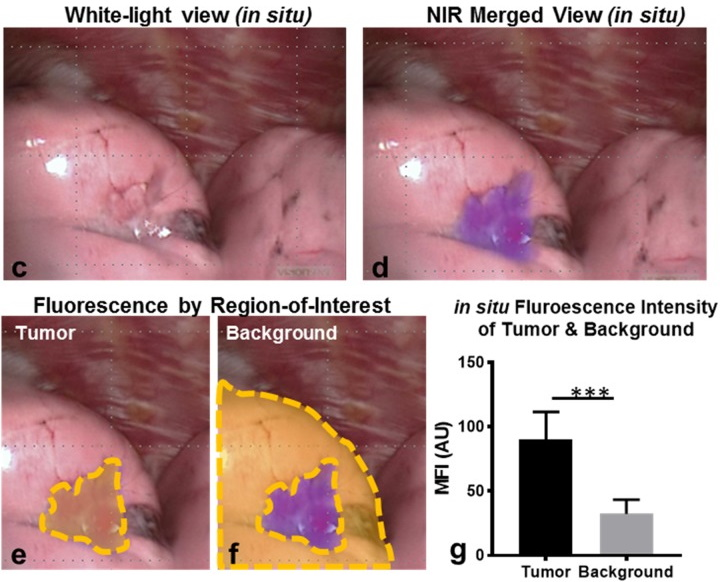
Интраоперационная визуализация плоскоклеточной карциномы легкого с помощью экспериментального препарата OTL38, впоследствии получившего название пафолацианин. Препарат связывается с фолатным рецептором альфа и флуоресцирует в ближнем ИК диапазоне. Из работы Predina et al., 2018 год.